# Naturschutzgebiet Kupfersiefer Bachtal
Das Naturschutzgebiet Kupfersiefer Bachtal erstreckt sich zwischen Menzlingen und Schlehecken in der Stadt Rösrath im Rheinisch-Bergischen Kreis.

## Beschreibung
Das Naturschutzgebiet umfasst das knapp vier Kilometer lange Tal des Kupfersiefer Baches von seiner Quelle bei Schlehecken bis zur Mündung in die Sülz bei Menzlingen einschließlich eines größeren und einiger kleiner Nebensiefen. Auf den begleitenden Hangwäldern stocken bodensaure Buchenmischwälder mit teilweise Altholz und gut entwickelter Strauchschicht. Die Hänge am Oberlauf sind oft mit magerem Grünland bewachsen. In der Bachaue trifft man extensiv genutztes oder brachgefallenes Nass- und Feuchtgrünland an. 
Die Umgebung des Naturschutzgebiets wird intensiv mit Ackerbau bewirtschaftet. Von daher stellt das Gebiet ein wertvolles Laubwaldrelikt dar, das durch Verkehr und Siedlung wenig gestört ist. Der strukturreiche Buchenmischwald und der naturnahe Bach sind ein Rückzugsgebiet für typische Lebensformen der Urlandschaft des Naturraums.

## Schutzzwecke
Die Schutzausweisung erfolgte zur Erhaltung und Entwicklung eines in weiten Teilen ungestörten, naturnahen Bachtales mit strukturreichen Hangwäldern und Grünlandflächen. Im Einzelnen wurden folgende Schutzzwecke festgesetzt:
- Erhaltung und Sicherung folgender geschützten Biotope: Fließgewässer, Auwälder, Nass- und Feuchtgrünland sowie Stillgewässer,
- Sicherung der Funktion als Biotopverbundfläche von herausragender Bedeutung,
- Erhaltung und Entwicklung des naturnahen, langen Bachtales als vielgestaltiger Biotopkomplex aus strukturreichen Hangwäldern, Auwäldern und Hanggrünland,
- Erhaltung und Entwicklung des naturnahen, weitgehend ungestörten und durchgängigen Baches und seiner Quellsiefen,
- Erhaltung und Entwicklung strukturreicher Hang- und Auwälder,
- Erhaltung und Entwicklung des mageren Grünlandes an den Hängen und des Nass- und Feuchtgrünlandes in der Aue.[1]